# Cổ hải dương học
Cổ hải dương học là ngành khoa học nghiên cứu lịch sử của đại dương trong quá khứ địa chất về mặt hải lưu, hóa học, sinh học, địa chất và quy luật lắng đọng trầm tích và hiệu suất sinh học. Các nghiên cứu cổ hải dương học sử dụng các mô hình môi trường và các proxy khác nhau cho phép cộng đồng khoa học đánh giá vai trò của các chu trình đại dương trong khí hậu toàn cầu bằng cách tái xây dựng khí hậu trong quá khứ ở những quãng nghỉ khác nhau. Các nghiên cứu cổ hải dương học cũng liên hệ chặt chẽ tới Cổ khí hậu học.